# Mười Bốn Từ

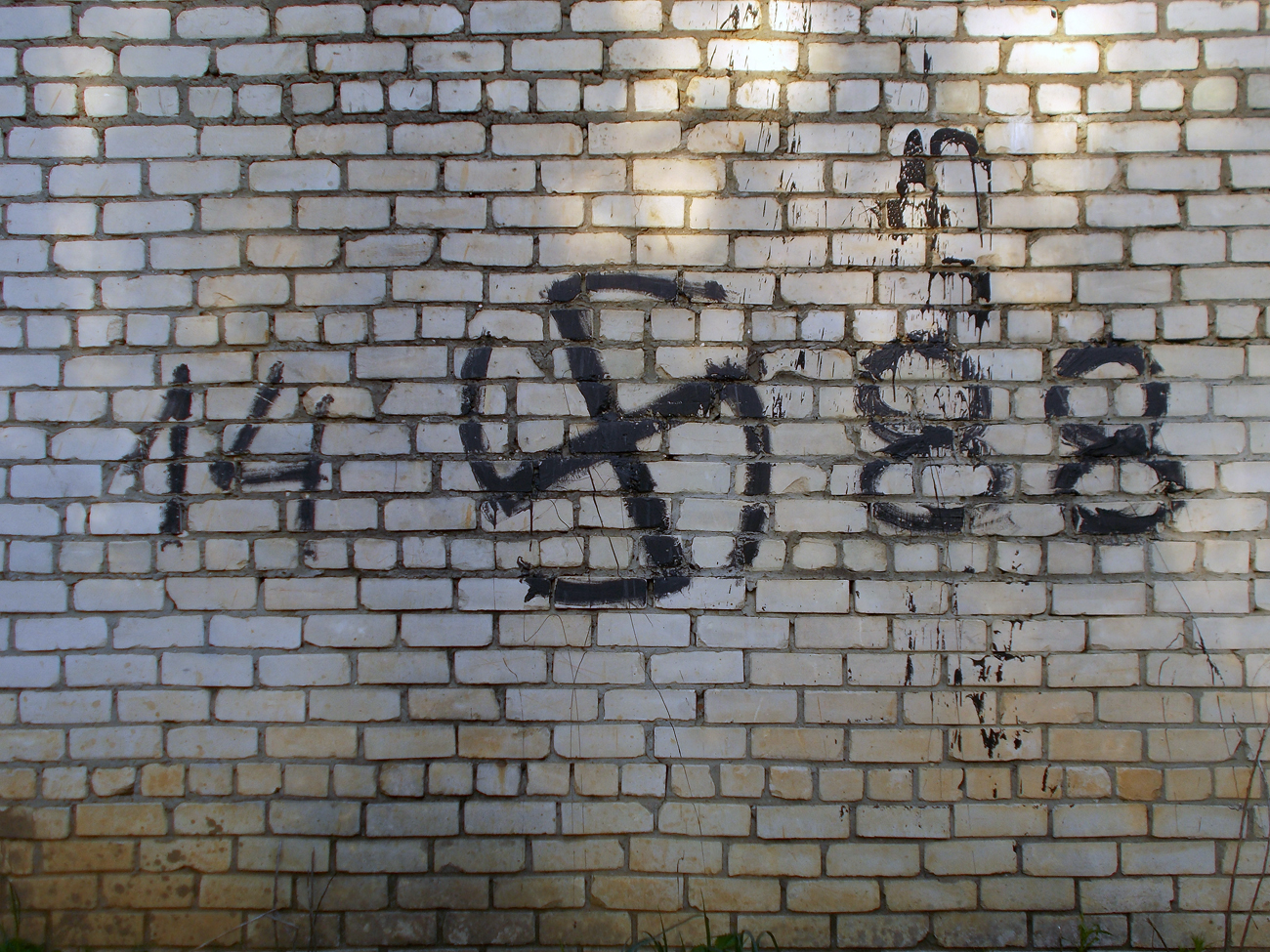
Tranh phá hoại được vẽ tại Elektrostal, Nga. Bao gồm chữ thập ngoặc cùng 2 con số 14 và 88.

Mười Bốn Từ (còn viết tắt là 14 hoặc 14/88) ý chỉ đến hai khẩu hiệu của David Eden Lane, một trong chín thành viên sáng lập của tổ chức khủng bố ly khai da trắng không còn tồn tại là The Order, và đi kèm với "88 giới luật" cũng của Lane. Các khẩu hiệu này như một lời kêu gọi tập hợp các chiến binh theo chủ nghĩa dân tộc da trắng trên phạm vi quốc tế.
Khẩu hiệu Mười bốn từ là "We must secure the existence of our people and a future for white children" (Tạm dịch: Ta phải bảo tồn dân tộc mình và tương lai cho thế hệ sau), kèm theo là khẩu hiệu phụ "Because the beauty of the White Aryan woman must not perish from the Earth" (Tạm dịch: Vì vẻ đẹp người phụ nữ Aryan không được lụi tàn khỏi Trái đất).
Hai khẩu hiệu này được đặt ra trước khi Lane thụ án 190 năm tù liên bang vì vi phạm quyền công dân của người dẫn chương trình trò chuyện người Do Thái là Alan Berg, người đã bị một thành viên khác của tổ chức sát hại vào tháng 6 năm 1984. Chúng đã được phổ biến rộng rãi sau khi Lane bị cầm tù.
Lane đã sử dụng mã số 14-88 một cách rộng rãi trong suốt các lĩnh vực tâm linh, chính trị, tôn giáo và triết học của mình và đặc biệt là trong tuyên ngôn  "88 Precepts" (88 Giới luật) của ông. Mười Bốn Từ hiện nay được sử dụng rộng rãi bởi những người theo chủ nghĩa tân quốc xã, da trắng thượng đẳng, chủ nghĩa dân tộc da trắng và Alt-right.
'88' được một số người sử dụng làm cách viết tắt của "Heil Hitler", 'H' là chữ cái thứ 8 trong bảng chữ cái tiếng Anh, mặc dù Lane coi chủ nghĩa quốc xã cùng tội ác của Adolf Hitler là giả và được dàn dựng lên bởi người Do Thái.
Hệ tư tưởng của Lane là bài Hoa Kỳ, chủ nghĩa ly khai và chủ nghĩa dân tộc da trắng; ông coi việc trung thành với chính phủ Hoa Kỳ là "sự phản bội chủng tộc" và ủng hộ cụm từ viết tắt "Chủng tộc ta là Quốc gia ta" ("Our Race Is Our Nation", hay ORION), cho rằng Hoa Kỳ đang diệt chủng người da trắng như một phần của kế hoạch Trật tự Thế giới Mới nhằm xây dựng một chính phủ Do Thái toàn cầu.